# Concattedrale di San Siro
La concattedrale di San Siro (nome completo: Insigne Basilica Collegiata Concattedrale di San Siro) è l'edificio religioso più antico di Sanremo e uno dei principali esempi di architettura romanica nel ponente ligure. Situata nel centro storico, nell'omonima piazza, è stata eretta nel XII secolo.

## Storia

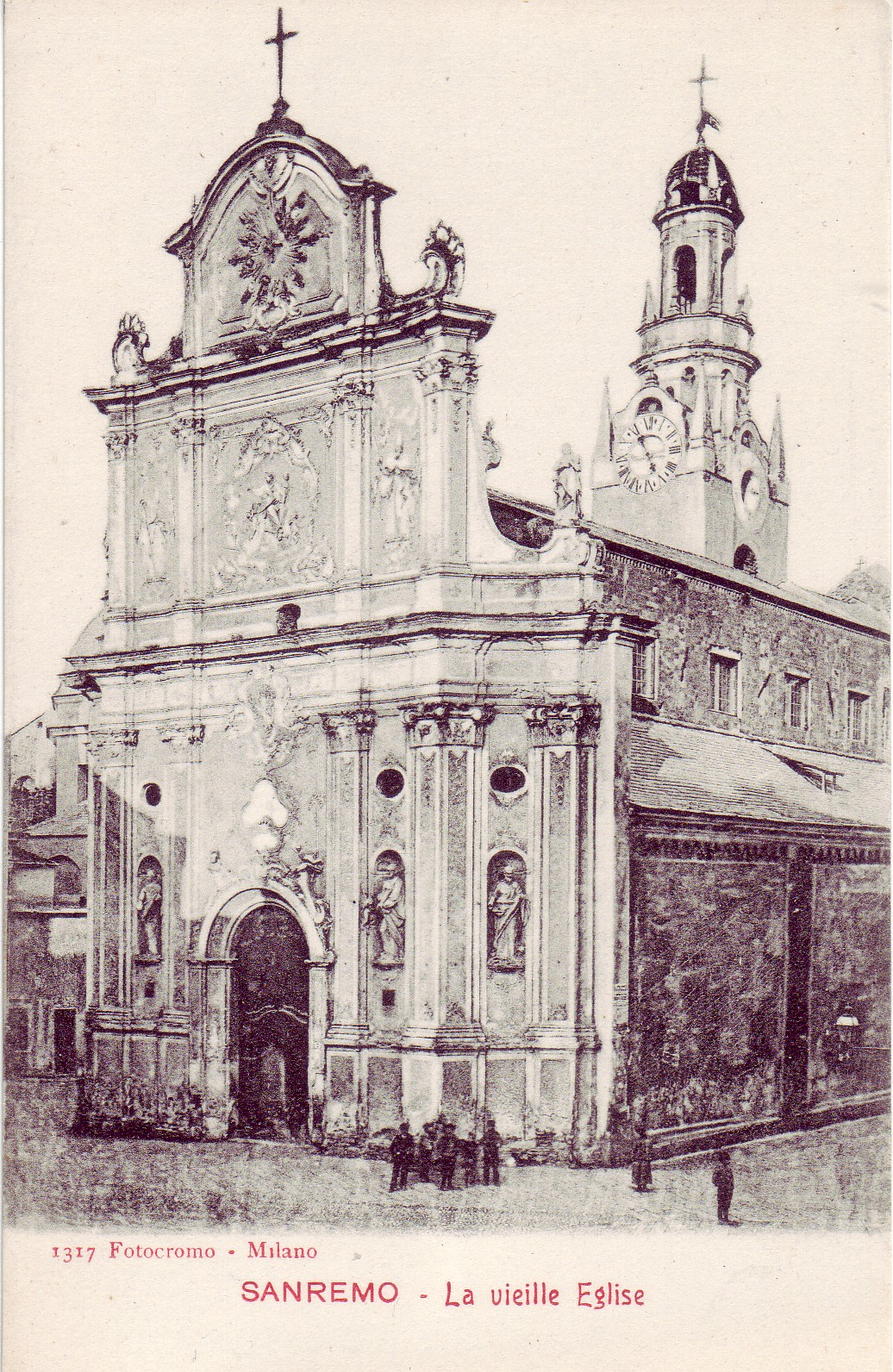
La cattedrale di San Siro con ancora la facciata barocca in una immagine di fine Ottocento

La prima chiesa cristiana risale all'811, secondo la tradizione nel luogo in cui il vescovo di Genova Siro, divenuto poi santo, avrebbe solitamente celebrato messa. Nello stesso luogo avrebbe, per un certo periodo, trovato sepoltura san Romolo di Genova. Ma la chiesa così come è conosciuta oggi fu costruita dai maestri Comacini agli inizi del XII secolo in stile romanico gotico, e le prime notizie che ne attestano l'esistenza sono atti del 1143 redatti dal consiglio comunale cittadino. All'interno di essa il 6 giugno 1297 con una cerimonia l'arcivescovo di Genova Jacopo da Varagine cedette i diritti sulla città alla signoria dei Doria e De Mari che durò fino al 1319. Nel 1530 la chiesa fu insignita del titolo di “Insigne collegiata”. Nel 1544 i turchi del corsaro Khayr al-Din Barbarossa, giunti nelle acque antistanti il porto di Sanremo, sbarcarono per prelevare viveri, alcuni corsari non accontentandosi di ciò si recarono nella collegiata di san Siro per compiervi razzia ma non trovandovi nulla (tutti gli oggetti di valore erano già stati nascosti entro le mura) distrussero l'altare della chiesa. A partire dal 1619 furono avviate tutte una serie di modifiche che interessarono principalmente le absidi romaniche e il presbitero e che trasformarono la primitiva struttura romanica in barocca nel 1668. La chiesa subì numerosi danni il 30 settembre 1745 in seguito a un bombardamento compiuto da una formazione navale inglese comandata dall'ammiraglio Rowley che provocò il crollo di parte del tetto e della facciata. Nel 1753 la campana di san Siro, affettuosamente soprannominata dai sanremesi “Bacì”, chiamò a raccolta i cittadini di Sanremo iniziando la rivolta contro la Signoria della Repubblica di Genova, nel frattempo subentrata ai Doria. Repressa la rivolta della città, il comandante Agostino Pinelli per punizione fece abbattere il campanile che fu poi ricostruito in stile barocco mentre la campana fu trasferita a Genova come bottino di guerra e collocata nel Palazzo Ducale di Genova. Nel 1901 furono avviati imponenti lavori di ripristino dell'aspetto romanico demolendo tutte le sovrapposizioni barocche sia all'interno della chiesa sia all'esterno, i lavori dopo una lunga interruzione furono ufficialmente conclusi nel 1948. Nel 1947 la chiesa divenne basilica minore e poi concattedrale nel 1975.

### I lavori di restauro

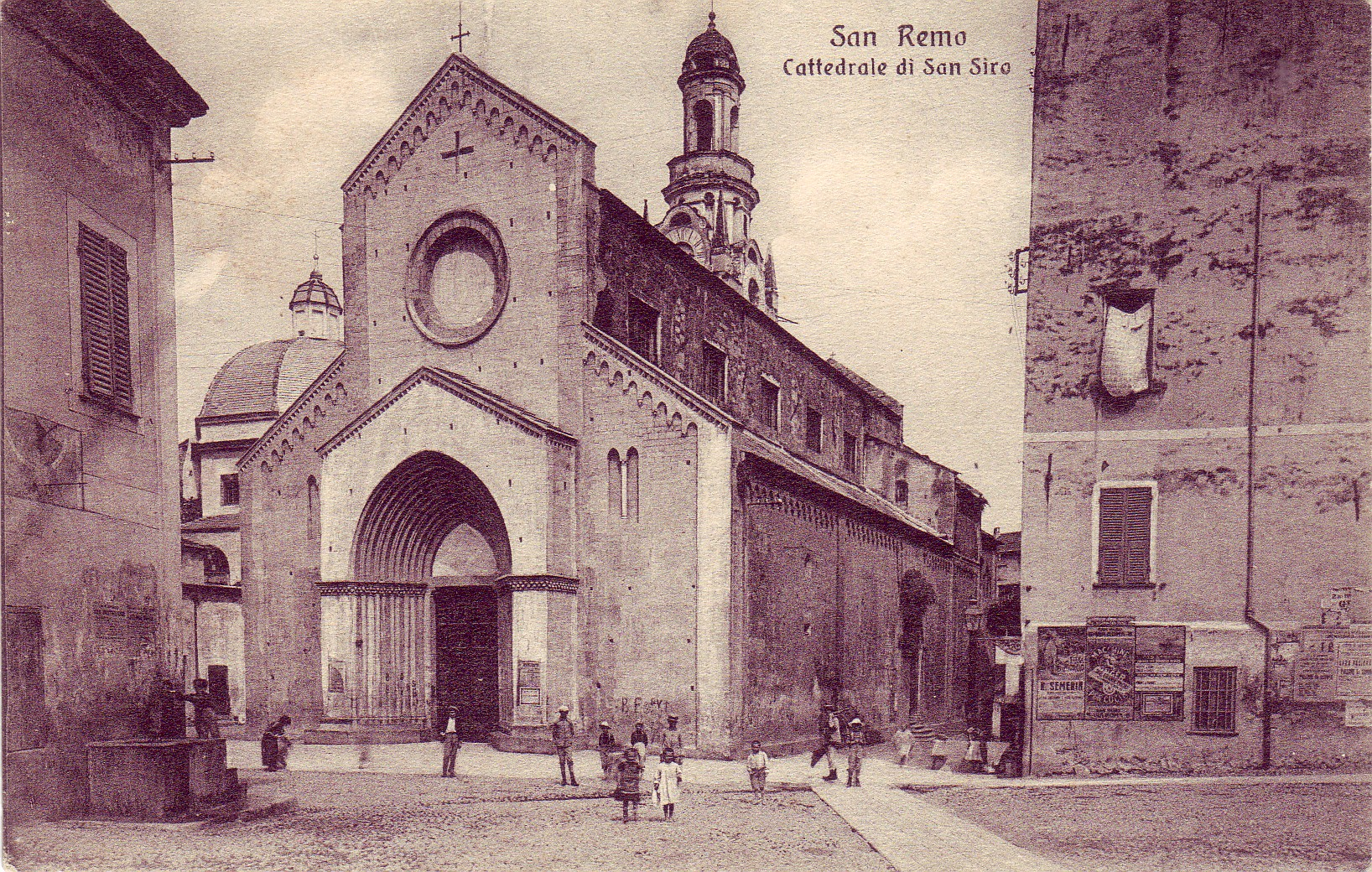
La cattedrale di San Siro con la rinnovata facciata romanica in una immagine degli anni trenta

I lavori di restauro per ripristinare il primitivo aspetto romanico furono iniziati nel 1901 dopo che un progetto del 1898 preparato dall'ingegnere Antonio Capponi fu approvato dal consiglio comunale della città (21 febbraio 1901). Le prime opere di restauro interessarono le fiancate esterne che erano state rovinate dai fuochi di bivacco dei soldati francesi durante la Rivoluzione francese. Fu poi demolita la struttura barocca della facciata e ripristinata la primitiva romanica e dove non possibile direttamente ricostruita. Nel 1902 i lavori furono interrotti per mancanza di soldi. Tra il 1926 e il 1930, anche su ispirazione del podestà Pietro Agosti, si ripreserono i lavori con il restauro delle navate che furono realizzate in larice rosso e del tetto realizzato con l'ardesia di Molini di Triora. A causa di contrasti sul modo in cui condurre i restauri ci fu un ulteriore rinvio dei lavori che ripresero nel 1947 con il restauro degli stucchi barocchi di pregio e lo scrostamento di tutto l'intonaco presente nelle navate mettendo a nudo i muri. Al termine dei lavori, che durarono dal 1901 al 1948 fu posta a ricordo una lapide sulla parete della chiesa.
Nel 1975 si decise di intervenire sulle tre absidi per recuperare le parti medievali che non andate distrutte nel corso dei secoli erano però rimaste ancora coperte dall'intonaco che nel 1948 le aveva ricoperte.

### La torre campanaria
Non è conosciuta l'effettiva struttura dell'originaria torre campanaria anche se, probabilmente, eseguita in pietra a vista non doveva essere molto più alta del corpo dell'edificio. Nel 1753, in seguito alla rivolta della città alla signoria genovese, il campanile fu abbattuto dagli uomini del comandante genovese Pinelli e la campana principale (Bacì), i cui rintocchi avevano dato il via alla rivolta, portata a Genova come bottino di guerra. Fu posta in mostra nel Palazzo Ducale di Genova e restituita solo nel 1784 ma fatta a pezzi. Nel frattempo i sanremesi procedettero nella ricostruzione del campanile nello stile prevalente dell'epoca, ovvero “barocco”. Nel corso del secondo conflitto mondiale un bombardamento effettuato nell'ottobre 1944 danneggiò gravemente il campanile che divenne pericolante. Nel 1948 si restaurò il campanile non senza aspre polemiche tra chi preferiva mantenere l'aspetto barocco e chi ipotizzava il ripristino dell'aspetto romanico. Si optò per lo stile barocco rifacendosi a una direttiva del Ministero dell'Educazione Nazionale del 1940, peraltro più economico da realizzare. Oggi sono presenti 12 campane fuse da Enrico Picasso e Bernardo Zam.

### I ritrovamenti archeologici
Durante i lavori di rifacimento del campanile, effettuati nel 1948 furono ritrovate tracce di una precedente chiesa anteriore all'anno 1000. Riferisce al riguardo il parroco di allora Monsignor Boccadoro “Nel fare la fondazione (del campanile) appaiono con generale sorpresa i resti intatti di una chiesa sottostante, il pavimento anteriore al Mille certamente. È un'absidiola in calce bianca, poco più giù dell'arco principale e posta con la faccia in direzione a San Germano”.

## Opere artistiche

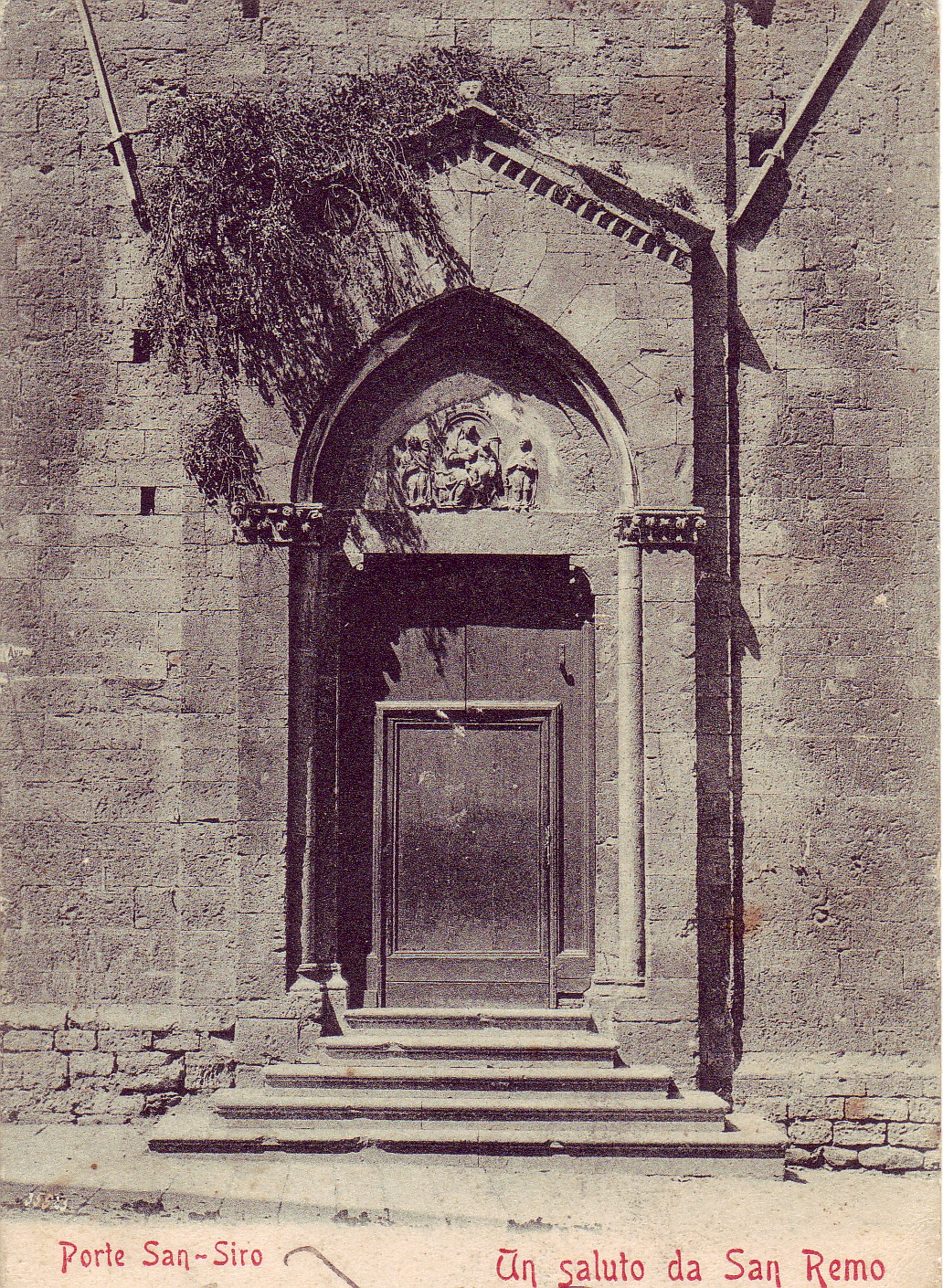
La porta del "cappero" in San Siro con ancora la pianta

La Madonna del Rosario opera di Anton Maria Maragliano

### Le porte
Le due porte laterali con i loro bassorilievi rappresentano le parti più antiche della chiesa. Le opere scolpite sono di autore sconosciuto, probabilmente opera di “marmorari” che lavoravano direttamente la pietra. Il bassorilievo sulla porta sinistra rappresenta un asinello in mezzo a due palme dattilifere. Sullo sfondo dietro l'asinello è raffigurata una croce vescovile. Il bassorilievo sulla porta destra rappresenta una Vergine con Bambino in mezzo ai vescovi Siro e Romolo di Genova. Per la presenza di una pianta di cappero la porta fu chiamata anche “Porta del cappero”, e l'abbondante fioritura di questa era segno di un'annata fortunata. Quando nel 1987 si dovette rimuovere la pianta poiché creava danni alla stabilità della porta si poté valutare l'età di quest'ultima in circa trecento anni.

### Le opere d'arte di Anton Maria Maragliano
Nella concattedrale di san Siro è presente presso l'altar maggiore un pregevole crocifisso e una statua della Madonna del Rosario opera di Anton Maria Maragliano, che nel testo “Cenni intorno a varie opere d'arte” del 1867 viene descritto come “un crocifisso, grande al naturale, scolpito dal già nominato Maraggiano: perfette ne sono le membra, i suoi sguardi sono fissi al cielo, e nel volto scorgesi agevolmente la divinità, l'amore, la mansuetudine di Gesù, e quell'altissimo patimento che i flagelli, le spine ed i chiodi in Lui cagionarono” e prosegue “dello stesso scultore una Madonna del Rosario nobilmente vestita, e seduta maestosamente sopra una nuvola. Le sue bellezze sono quelle d'una verginella modesta, bellissima, amabilissima, ed insieme esprimono i teneri affetti di una madre divina. Essa protende con molta grazia il destro braccio, e col sinistro sostiene diritto sul ginocchio il Bambino, che tutto festoso e ridente porge ad un leggiadro Angioletto un grappolo d'uva.”

### Il crocefisso nero
Il crocefisso nero è opera di un autore sconosciuto, probabilmente del XV secolo. Ad esso è collegato un evento considerato miracoloso. Il 7 agosto 1543, giunse a Sanremo la notizia di una prossima incursione saracena. Nel corso di una messa propiziatoria svoltasi poco prima della battaglia, il Cristo, irradiandosi di luce, si volse sorridente verso il podestà Luca Spinola con espressione benigna. Più tardi, la milizia cittadina, guidata dallo stesso Spinola, scontratasi contro i saraceni presso Verezzo ottenne la vittoria (Battaglia della Parà). Secondo alcune fonti lo stesso crocefisso fu portato in battaglia come vessillo.